# Ciclo del carbono

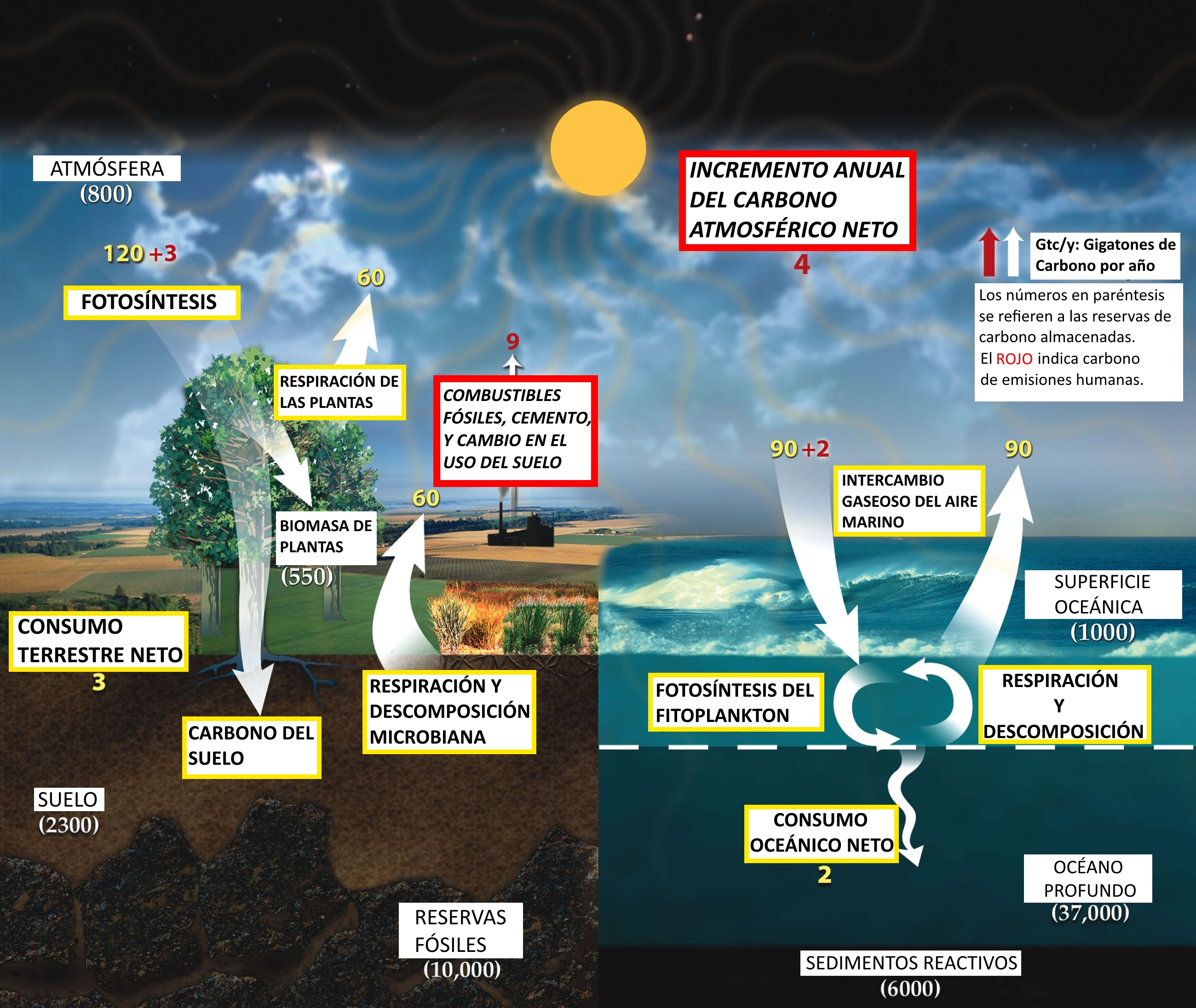
Este esquema del ciclo de carbono rápido muestra el movimiento de carbono entre tierra, atmósfera y océanos en miles de millones de toneladas por año. Los números amarillos son flujos naturales, los rojos son contribuciones humanas, los blancos indican el carbono almacenado.

Otro diagrama.

El ciclo del carbono es el ciclo biogeoquímico por el que el carbono se intercambia entre la biosfera, pedosfera, geosfera, hidrósfera y la atmósfera de la Tierra. El ciclo del carbono se subdivide en ciclo biológico del carbono y ciclo biogeoquímico; en el primero, la biosfera regula los intercambios en la atmósfera, a través de la fotosíntesis. Junto con el ciclo del nitrógeno y el ciclo del agua, el ciclo del carbono comprende una secuencia de eventos, que es clave para hacer a la Tierra capaz de sostener vida;  describe el movimiento de carbono al ser reciclado y reusado por la biosfera, incluidos los sumideros de carbono.
El balance global del carbono es el equilibrio de los intercambios (ingresos y pérdidas) de carbono entre las reservas o entre un bucle concreto (p. ej., atmósfera ⇔ biosfera) del ciclo del carbono. Un examen del balance de carbono de una reserva o depósito puede proporcionar información aproximadamente si este está funcionando como una fuente o sumidero de dióxido de carbono. El ciclo del carbono fue inicialmente descubierto por Joseph Priestley y Antoine Lavoisier y fue popularizado por Humphry Davy.

## Clima global
Las moléculas basadas en carbono son cruciales para la vida en la Tierra, porque es el componente principal de los compuestos biológicos. El carbono es también un componente importante de muchos minerales. El carbono también existe en varias formas en la atmósfera. El dióxido de carbono (CO2) es en parte responsable del efecto invernadero y es el gas de efecto invernadero más importante producido por el hombre.
En los dos últimos siglos, las actividades humanas han alterado gravemente el ciclo del carbono, de manera más significativa en la atmósfera. A pesar de que los niveles de dióxido de carbono han cambiado naturalmente durante varios miles de años, las emisiones humanas del dióxido de carbono a la atmósfera superan las fluctuaciones naturales. Los cambios en la cantidad de CO2 atmosférico están alterando considerablemente los patrones meteorológicos e indirectamente influyendo la química oceánica.  Los niveles actuales de dióxido de carbono en la atmósfera superan mediciones de los últimos 420.000 años y los niveles están aumentando más rápido de lo que jamás se ha registrado, lo que hace de importancia crítica entender mejor cómo funciona el ciclo del carbono y cuáles son sus efectos en el clima global.

## Componentes principales
| Reserva                      | Cantidad (gigatones) |
| ---------------------------- | -------------------- |
| Atmósfera                    | 720                  |
| Océanos (total)              | 38 400               |
| Total inorgánico             | 37 400               |
| Total orgánico               | 1000                 |
| Capa superficial             | 670                  |
| Capa profunda                | 36 730               |
| Litosfera                    |                      |
| Carbonatos sedimentarios     | > 60 000 000         |
| Querógenos                   | 15 000 000           |
| Biosfera terrestre (total)   | 2000                 |
| Biomasa viva                 | 600 - 1000           |
| Biomasa muerta               | 1200                 |
| Biosfera acuática            | 1 - 2                |
| Combustibles fósiles (total) | 4130                 |
| Carbón                       | 3510                 |
| Aceite                       | 230                  |
| Gas                          | 140                  |
| Otros (turba)                | 250                  |

El ciclo de carbono global ahora normalmente se divide en los siguientes depósitos principales interconectados por rutas de intercambio:
- La atmósfera.
- La biosfera terrestre.
- Los océanos, incluido el carbono inorgánico disuelto y la biota marina viva e inerte.
- Los sedimentos, incluido los combustibles fósiles, los sistemas de agua fresca y el material orgánico inerte.
- El interior de la Tierra, carbono del manto y la corteza terrestre. Estos almacenes de carbono interaccionan con los otros componentes a través de procesos geológicos.

Los intercambios de carbono entre reservas ocurren como resultado de varios procesos químicos, físicos, geológicos y biológicos. El océano contiene el depósito activo más grande de carbono cerca la superficie de la Tierra
Los flujos naturales de carbono entre la atmósfera, océano, ecosistemas terrestres y sedimentos están bastante equilibrados, de modo que los niveles de carbono serían relativamente estables sin la influencia humana.

### Atmósfera

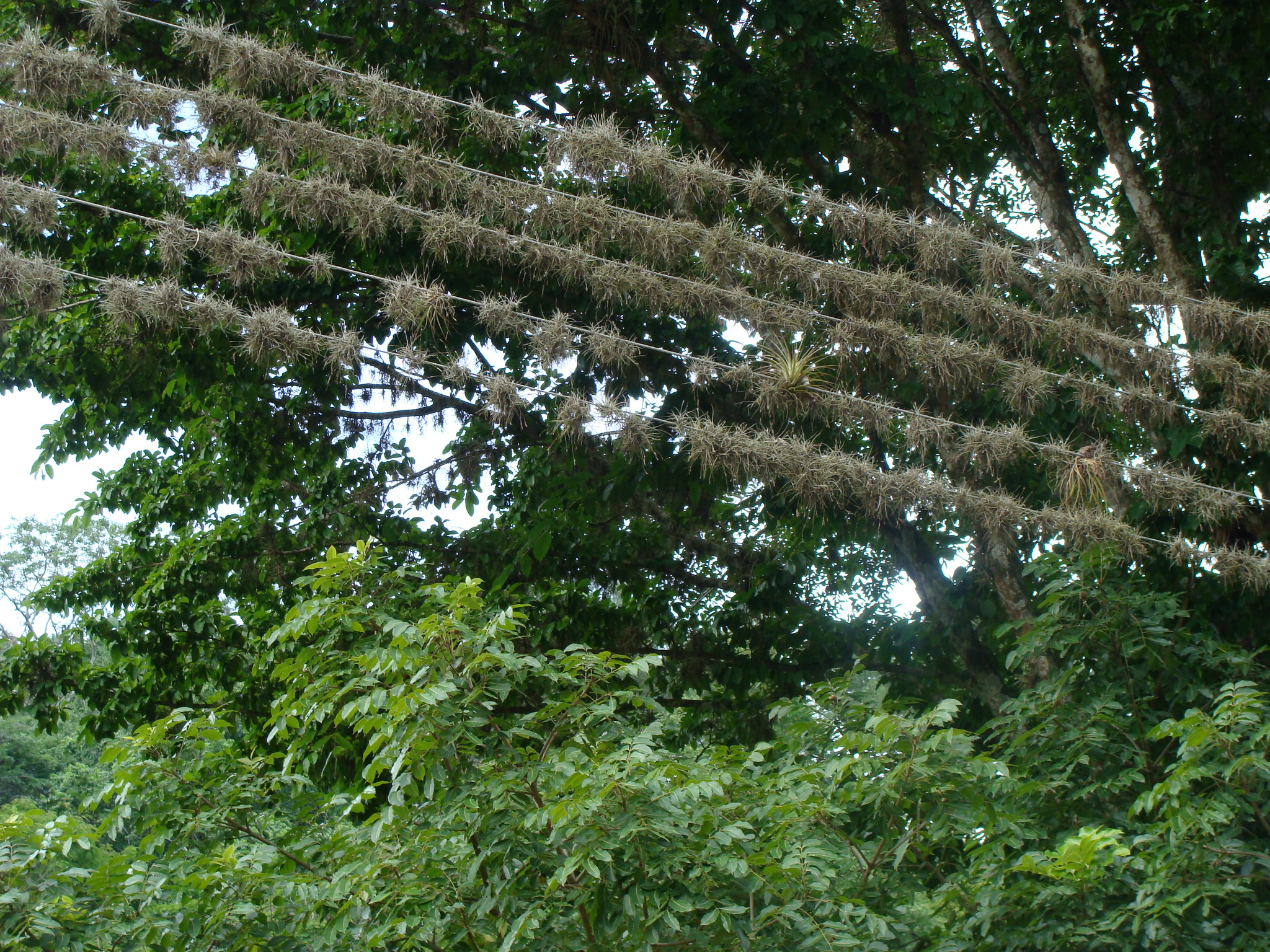
Epifitas en cables eléctricos. Este tipo de planta toma CO_{2} y agua de la atmósfera para vivir y crecer y expulsa, también a la atmósfera, parte del oxígeno libre que no utiliza procedente del CO_{2}.

El carbono en la atmósfera terrestre existe en dos formas principales: dióxido de carbono y metano. Ambos gases absorben y retienen calor en la atmósfera y son parcialmente responsables del efecto invernadero. El metano produce un gran efecto invernadero al compararse con el mismo volumen de dióxido de carbono, pero existe en concentraciones mucho más bajas y tiene una vida atmosférica más corta que el dióxido de carbono, haciendo de este último el gas de efecto invernadero más importante.
El dióxido de carbono deja la atmósfera a través de la fotosíntesis, introduciendo a las biosferas terrestres y oceánicas. El dióxido de carbono también se disuelve directamente de la atmósfera a los cuerpos de agua (océanos, lagos, etc.), además de disolverse en la precipitación al caer las gotas de la atmósfera. Cuando está disuelto en el agua, el dióxido de carbono reacciona con las moléculas de agua y forma ácido carbónico, el cual contribuye a la acidez oceánica. Entonces puede absorberse por las rocas a través de la erosión. También puede acidificar otras superficies en contacto o fluir al océano.
La actividad humana durante los dos últimos siglos ha aumentado significativamente la cantidad de carbono en la atmósfera, principalmente en la forma de dióxido de carbono, tanto por la modificación de la capacidad de los ecosistemas para extraer el dióxido de carbono de la atmósfera y por emitirlo directamente, p. ej., la quema de combustibles fósiles y la fabricación de hormigón.

### Biosfera terrestre

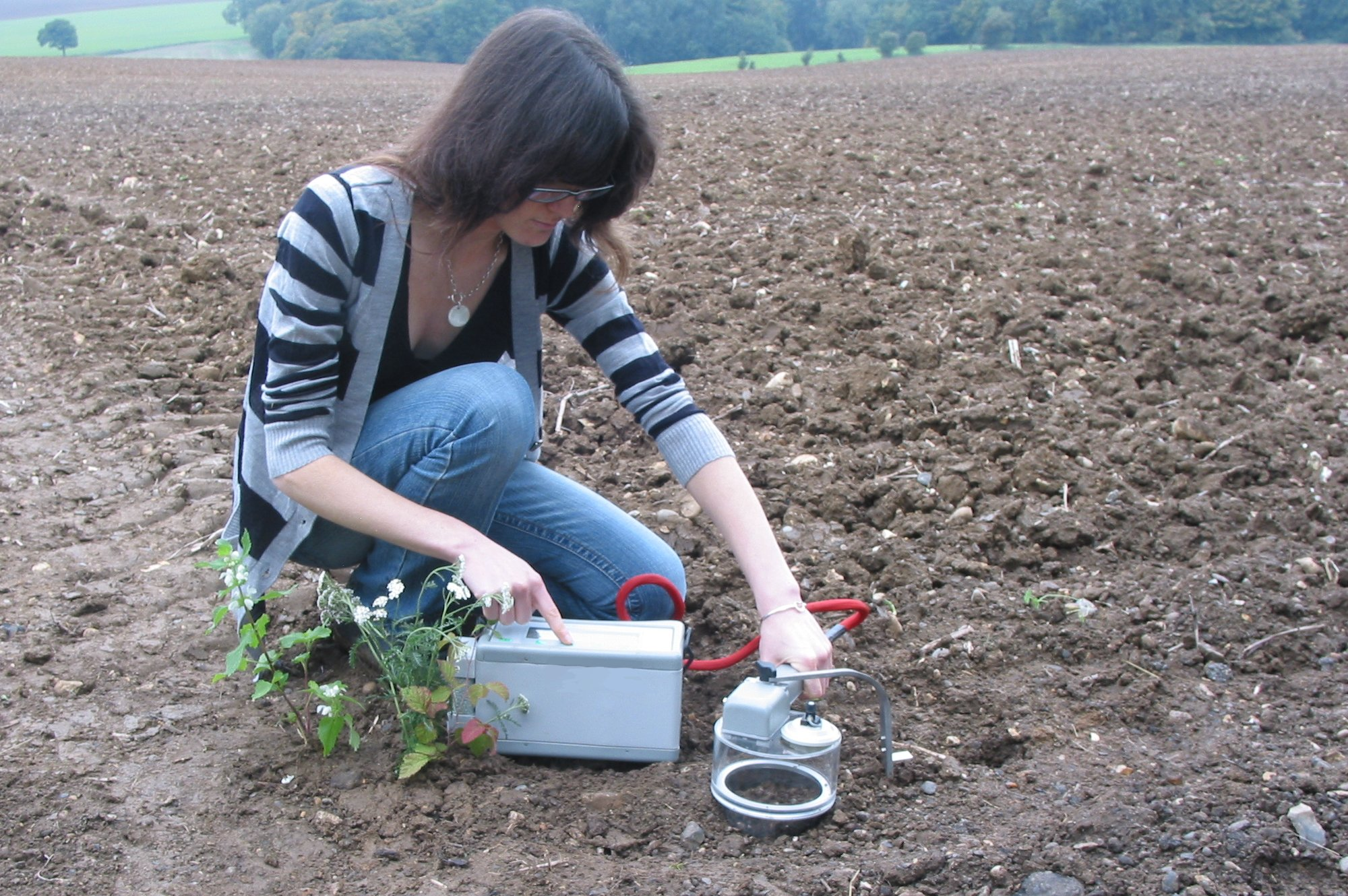
Un sistema portátil que mide el flujo de CO_{2} de la respiración de suelo.

La biosfera terrestre incluye el carbono orgánico en todos los organismos vivientes en tierra, ambos vivos y muertos, además del carbono almacenado en los suelos. Aproximadamente 500 gigatones de carbono están almacenados sobre la tierra en plantas y otros organismos vivientes, mientras que la tierra guarda aproximadamente 1500 gigatones de carbono. La mayoría de carbono en la biosfera terrestre es carbono orgánico, mientras que alrededor de un tercio del carbono en tierra está almacenado en formas inorgánicas, como el carbonato de calcio. El carbono orgánico es un componente importante de todos los organismos que viven en el planeta. Los autótrofos lo extraen del aire en la forma de dióxido de carbono, convirtiendo en carbono orgánico, mientras que los heterótrofos reciben el carbono al consumir a otros organismos.
Dado que la absorción de carbono en la biosfera terrestre depende de factores bióticos,  sigue un ciclo diurno y estacional. En las mediciones de CO2, esta característica es aparente en la curva de Keeling. Es más fuerte en el hemisferio del norte, porque este hemisferio tiene más masa de tierra que el hemisferio del sur y por ello más espacio para los ecosistemas para absorber y emitir carbono.
El carbono deja la biosfera terrestre de varias maneras y en escalas de tiempo diferentes. La combustión o la respiración de carbono orgánico lo libera rápidamente a la atmósfera. También puede ser exportado a los océanos a través de los ríos o permanecer retenido en el suelo en la forma de carbono inerte. El carbono almacenado en el suelo puede quedar allí por hasta miles de años antes de ser arrastrado a los ríos por la erosión o liberado a la atmósfera a través de la respiración del suelo. Entre 1989 y 2008 la respiración del suelo aumentó en aproximadamente 0,1 por año. En 2008, el total global de CO2 liberado del suelo alcanzó aproximadamente las 98 000 millones toneladas, cerca de 10 veces más carbono que los humanos estaban poniendo a la atmósfera cada año al quemar combustible fósiles. Existen unas cuantas explicaciones plausibles para esta tendencia, pero la explicación más probable es que las temperaturas crecientes han aumentado los índices de descomposición de la materia orgánica del suelo, lo que ha incrementado el flujo de CO2. La magnitud de la retención de carbono en el suelo es dependiente de las condiciones climáticas locales y por ello de cambios en el curso del cambio climático. Desde la era preindustrial a 2010, la biosfera terrestre representó una fuente neta de CO2 atmosférico con anterioridad a 1940, cambiando posteriormente a un sumidero neto.

### Océanos
Los océanos contienen la cantidad más grande de carbono activamente circulante del planeta y son solo superados por la litosfera en la cantidad de carbono que almacenan. La capa superficial del océano guarda grandes cantidades de carbono orgánico disuelto que se intercambia rápidamente con la atmósfera. La concentración de la capa profunda de carbono inorgánico disuelto (CID) es aproximadamente 15% mayor que la de la capa superficial. El CID está almacenado en la capa profunda por periodos mucho más largos. La circulación termosalina intercambia carbono entre estas dos capas.
El carbono ingresa al océano principalmente a través de la disolución de dióxido de carbono atmosférico, el cual se convierte en carbonato. También puede introducirse a través de los ríos como carbono orgánico disuelto. Es convertido por los organismos a carbono orgánico a través de la fotosíntesis y puede intercambiarse mediante la cadena alimentaria o precipitarse a las capas más profundas y ricas en carbono del océano como tejido blando muerto o en conchas como carbonato de calcio. Circula en esta capa por periodos largos del tiempo antes de depositarse como sedimento o, finalmente, regresar a las aguas superficiales a través de la circulación termohalina.
La absorción oceánica de CO2 es una de las formas más importantes de secuestro de carbono que limita el aumento antrópico de dióxido de carbono en la atmósfera. Aun así, este proceso está limitado por varios de factores. Porque el índice de disolución de CO2 en el océano es dependiente de la erosión de las rocas y este proceso ocurre más lento que los índices actuales de las emisiones antrópicas de gases de efecto invernadero, la absorción oceánica de CO2 disminuirá en el futuro. La absorción de CO2 también hace a las aguas más ácidas, lo que afecta a los biosistemas oceánicos. El índice proyectado del aumento de la acidez oceánica podría retrasar la precipitación biológica de los carbonatos de calcio y así disminuir la capacidad oceánica de absorber el dióxido de carbono.

### Ciclo de carbono geológico

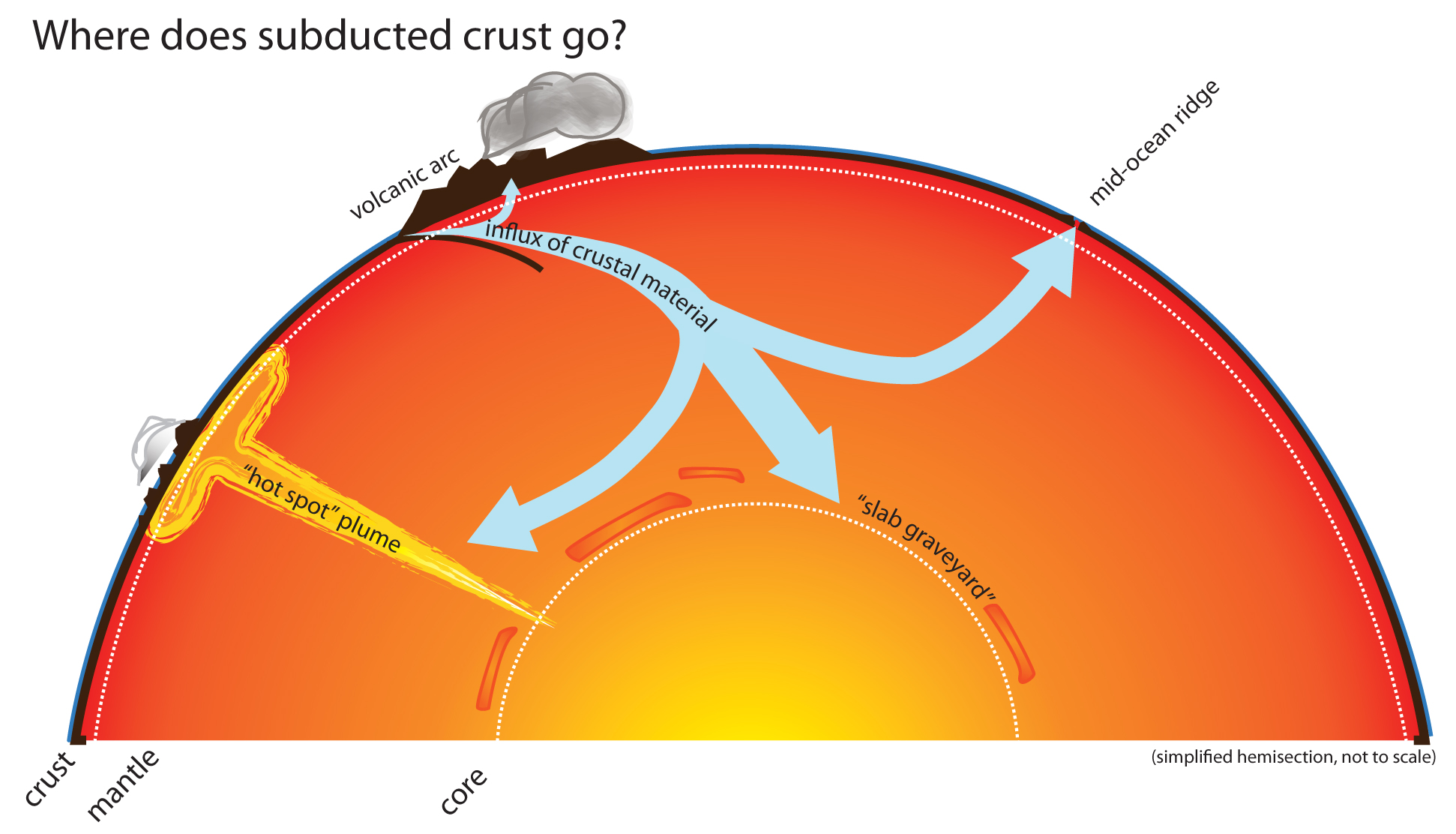
Imagen que ilustra el movimiento de las placas tectónicas, que transportan compuestos de carbono a través del manto.

El componente geológico del ciclo del carbono opera más despacio en comparación a otras partes del ciclo global. Es uno de los determinantes más importantes de la cantidad de carbono en la atmósfera y por ende de las temperaturas globales.
La mayoría del carbono de la tierra está almacenado en forma inerte en la litosfera. Mucho del carbono almacenado en el manto de la Tierra fue almacenado allí cuando la Tierra se formó. Parte de él fue depositado en la forma de carbono orgánico por la biosfera. Del carbono almacenado en el geosfera, aproximadamente el 80% es caliza y sus derivados, los cuales se forman por la sedimentation del carbonato de calcio almacenado en las conchas de los organismos marinos. El 20% restante está almacenado en querógenos formado a través de la sedimentación y entierro de organismos terrestres bajo condiciones de altas presión y temperatura. El carbono orgánico almacenado en el geosfera puede permanecer allí por millones de años.
El carbono puede abandonar la geosfera de varias formas. El dióxido de carbono es liberado durante el metamorfismo de rocas carbonatadas cuando estas se deslizan en el manto terrestre. Este dióxido de carbono puede liberarse a la atmósfera y océano a través de volcanes y puntos calientes. También puede ser removido por el hombre a través de la extracción directa de querógenos en la forma de combustibles fósiles. Después de la extracción, los combustibles fósiles son quemados para liberar energía, liberando a la atmósfera el carbono que almacenan.

### Influencia humana

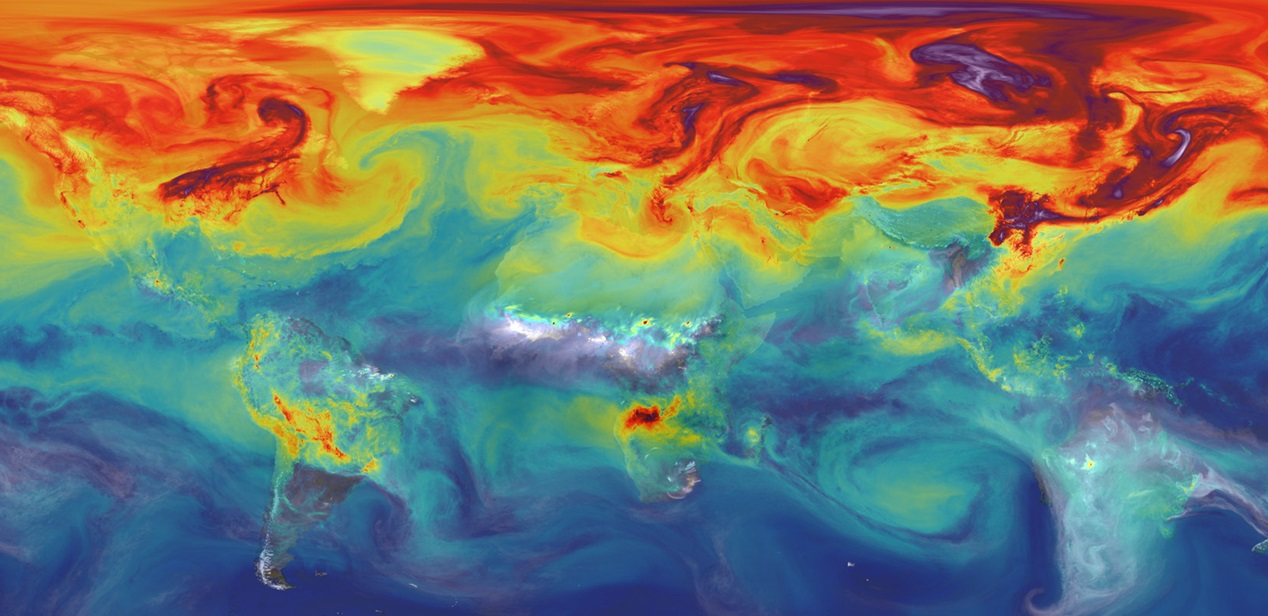
El CO_{2} en la atmósfera de la Tierra si la mitad de las emisiones de gases de efecto invernadero no es absorbida.
. Simulación por computadora de la NASA.

Desde la Revolución industrial, la actividad humana ha modificado el ciclo de carbono al cambiar las funciones de sus componentes y directamente añadir carbono a la atmósfera.
La influencia humana más grande y más directa en el ciclo de carbono es a través de las emisiones directas provenientes de combustibles fósiles, las que transfieren carbono de la geosfera a la atmósfera. Los humanos también influyen en el ciclo de carbono indirectamente al cambiar la biosfera terrestre y oceánica.
Durante varios siglos, el uso humano del suelo y el cambio de superficie ha llevado a la pérdida de biodiversidad, lo que disminuye la resiliencia de los ecosistemas a las tensiones ambientales y disminuye su habilidad de remover carbono de la atmósfera. Más directamente, a menudo conduce a la liberación de carbono por los ecosistemas terrestres a la atmósfera. La deforestación para propósitos agrícolas remueve bosques, los que almacenan grandes cantidades de carbono, y los reemplaza generalmente con áreas agrícolas o urbanas. Ambos tipos de superficie de reemplazo almacenan comparativamente pequeñas cantidades de carbono, de modo que el resultado neto del proceso es que más carbono permanece en la atmósfera.
∈
Otros impactos al medioambiente causados por el hombre cambian la productividad de los ecosistemas y su capacidad de remover carbono de la atmósfera. La contaminación del aire, por ejemplo, daña las plantas y suelos, mientras muchas prácticas agrícolas y de uso de suelo conducen a índices de erosión más altos, sacando el carbono de las tierras y disminuyendo la productividad vegetal.
Los humanos también afectan el ciclo de carbono oceánico. Las tendencias actuales de cambio climático aumentan las temperaturas oceánicas, lo que modifica los ecosistemas. Además, la lluvia ácida y la escorrentía contaminada de la agricultura y la industria cambia la composición química de los océanos. Tales cambios pueden tener efectos dramáticos en los ecosistemas altamente sensibles como los arrecifes de coral, limitando la capacidad del océano para absorber carbono atmosférico en una escala regional y reduciendo la biodiversidad oceánica globalmente.
El 12 de noviembre de 2015, científicos de la NASA informaron que el dióxido de carbono (CO2) antrópico continúa aumentando por encima de niveles no vistos en centenares de miles de años: actualmente, cerca de la mitad del dióxido de carbono liberado de la quema de combustibles fósiles no es absorbido por vegetación o los océanos y no es absorbido por la atmósfera.

## Lectura adicional
- The Carbon Cycle, updated primer by NASA Earth Observatory, 2011
- Appenzeller, Tim (2004). «The case of the missing carbon». National Geographic Magazine. – article about the missing carbon sink
- Bolin, Bert; Degens, E. T.; Kempe, S.; Ketner, P. (1979). The global carbon cycle. Chichester ; New York: Published on behalf of the Scientific Committee on Problems of the Environment (SCOPE) of the International Council of Scientific Unions (ICSU) by Wiley. ISBN 0-471-99710-2. Archivado desde el original el 28 de octubre de 2002. Consultado el 8 de julio de 2008.
- Houghton, R. A. (2005). «The contemporary carbon cycle».  En William H Schlesinger (editor), ed. Biogeochemistry. Amsterdam: Elsevier Science. pp. 473–513. ISBN 0-08-044642-6.
- Janzen, H. H. (2004). «Carbon cycling in earth systems—a soil science perspective». Agriculture, Ecosystems & Environment 104 (3): 399-417. doi:10.1016/j.agee.2004.01.040.
- Millero, Frank J. (2005). Chemical Oceanography (3 edición). CRC Press. ISBN 0-8493-2280-4.
- Sundquist, Eric; Broecker, Wallace S., eds. (1985). The Carbon Cycle and Atmospheric CO2: Natural variations Archean to Present. Geophysical Monographs Series (32). American Geophysical Union.